# جورج دیوید بیرکهوف
 جورج دیوید بیرکهوف (انگلیسی: George David Birkhoff؛ ۲۱ مارس ۱۸۸۴ – ۱۲ نوامبر ۱۹۴۴) یک دانشمند در زمینه توپولوژی و زیبایی‌شناسی اهل ایالات متحده آمریکا بود.